# 'Abd Allah ibn Rawahah
'Abdullah ibn Rawahah ibn Tha'labah (árabe:عبدالله ابن رواحة) era uno de los compañeros del profeta islámico, Mahoma.

## Biografía
Ibn Rawahah pertenecía a la tribu árabe de los Banu Khazraj. En un tiempo en que la escritura no era una habilidad común, él era escribano y poeta.
Fue uno de los doce representantes de los Ansar, los habitantes de Medina que juraron lealtad inicialmente, antes de la Hégira  o traslado del Islam a Medina. También fue uno de los 73 que juraron lealtad a Mahoma ya en Medina.
'Abd Alá ibn Rawahah fue el tercero en rango de liderazgo durante la Batalla de Mu'tah, en la cual murió.
También dirigió su propia expedición, llamada como la Expedición de Abdullah ibn Rawaha, en la cual fue enviado para asesinar a Yusayr ibn Rizam.